# Grote Prijs Martine Tanghe
De Grote Prijs Martine Tanghe of voluit Grote Prijs Martine Tanghe voor Uitmuntendheid in de Nederlandse Taal, tot 2024 De Grote Prijs Jan Wauters voor Uitmuntendheid in de Nederlandse Taal genoemd, is de VRT-taalprijs voor creatief en uitmuntend taalgebruik.
De prijs gaat naar iemand die bovendien een moeilijke boodschap helder en toegankelijk kan uitleggen. Het werd vernoemd naar VRT-journalist Jan Wauters (1939 – 2010), die wordt omschreven als een taalvirtuoos. De prijs is in 2024 op vraag van de familie van Wauters van naam veranderd ter nagedachtenis van VRT-nieuwsanker Martine Tanghe, die in juli 2023 overleed aan de gevolgen van kanker.
De Grote Prijs Martine Tanghe werd voor de eerste keer op 5 oktober 2024 uitgereikt tijdens het evenement het Taalfeest, georganiseerd door de VRT, de cultuurorganisatie de lage landen en de taalvereniging Onze Taal. Winnares werd radiopresentatrice Katelijne Boon. De Publieksprijs Martine Tanghe ging naar presentatrice Sofie Lemaire.

## Winnaars
| Grote Prijs Jan Wauters    | Grote Prijs Jan Wauters | Grote Prijs Jan Wauters | Grote Prijs Jan Wauters |
| Jaar                       | Datum                   | Winnaar                 | Genomineerden |
| -------------------------- | ----------------------- | ----------------------- | --- |
| 2011                       | 25 oktober              | Stijn Tormans           | Ruth Joos, An Olaerts, Peter Vandenbempt en San F. Yezerskiy                                                                                                   |
| 2012                       | 26 oktober              | Gaea Schoeters          | Najib Amhali, Tine Hens, Ruth Joos en Peter Vandenbempt |
| 2013                       | 5 november              | San F. Yezerskiy        | Celia Ledoux, Bart Stouten, Annelies Van Herck, Tom De Cock |
| 2015                       | 15 oktober              | Lieven Vandenhaute      | Tom De Cock, Ruth Joos, Katelijne Boon, Karl Vannieuwkerke |
| 2016                       | 26 oktober              | Peter Vandenbempt       | Tom De Cock, Mark Janssens, Faroek Özgünes, Annelies Beck |
| 2017                       | 22 november             | Annelies Beck           | Merijn Casteleyn, Sander De Keere, Ayco Duyster, Otto-Jan Ham, Aster Nzeyimana, Elke Pattyn, Marc Van de Looverbosch, Peter Van de Veire                       |
| 2018                       | 25 oktober              | Hajo Beeckman           | Ayco Duyster, Cara Van der Auwera, Chaima Saysay, Gilles De Coster, Kim Debrie, Lode Roels, Merijn Casteleyn, Thomas Vanderveken                               |
| 2019                       | 10 oktober              | Charlotte Crul          | Cara Van der Auwera, Chaima Saysay, Frank Deboosere, Gilles De Coster, Lode Roels, Marc Van de Looverbosch, Phara de Aguirre, Stef Wauters, Thomas Vanderveken |
| 2020                       | 30 november             | Martine Tanghe          | |
| Grote Prijs Martine Tanghe |                         |                         | |
| Jaar                       | Datum                   | Winnaar                 | Genomineerden |
| 2024                       | 5 oktober               | Katelijne Boon          | Gilles De Coster, Faroek Özgünes, Lia van Bekhoven |